# Olympische Sommerspiele 2016/Segeln
Bei den Olympischen Spielen 2016 in Rio de Janeiro wurden vom 8. bis 18. August 2016 zehn Wettbewerbe im Segeln ausgetragen. Vier Wettbewerbe wurden bei den Frauen und fünf bei den Männern ausgetragen sowie ein gemischter Wettbewerb. Austragungsort war die Marina da Glória.
Das IOC hatte das Wettkampfprogramm im Vergleich zu London 2012 modifiziert. So wurden bei den Frauen und bei den Männern die Kielboot-Klassen gestrichen: Bei den Frauen wurde die Klasse Elliott 6m durch die Klasse 49erFX ersetzt, während bei den Männern die Star-Klasse ersatzlos gestrichen wurde. Neu im Programm war die Klasse Nacra 17, die in einer gemischten Konkurrenz ausgetragen wurde. Die zweiköpfige Besatzung bestand aus einer Frau und einem Mann.

## Wettbewerbe und Zeitplan

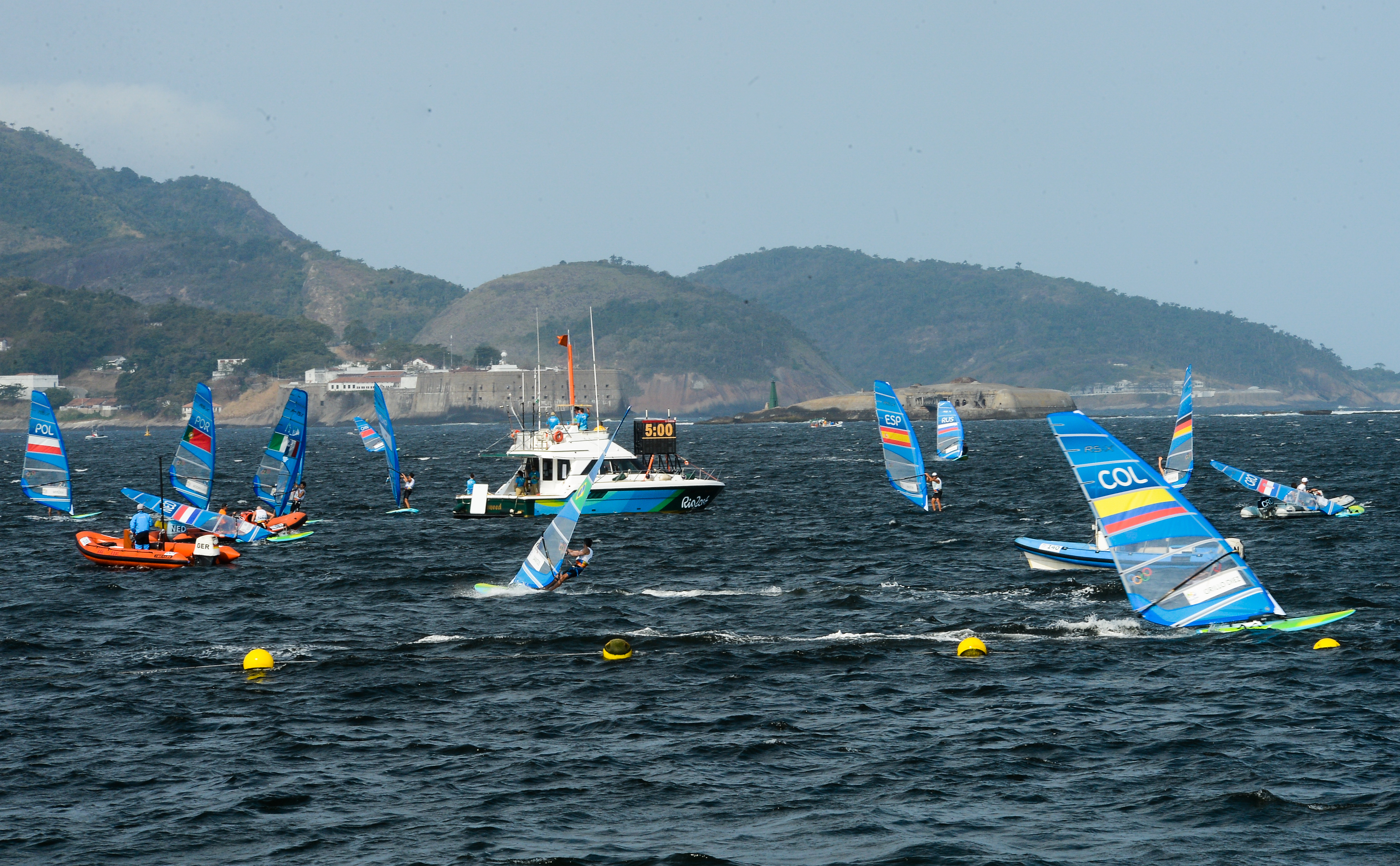
Windsurf-Rennen in der Marina da Glória

| Windsurfen RS:X | 26 | 26 |    |    |     |     |     |     |     |     |     |     |     |
| Laser Radial    | 37 | 37 |    |    |     |     |     |     |     |     |     |     |     |
| 470er           | 19 | 38 |    |    |     |     |     |     |     |     |     |     |     |
| 49erFX          | 20 | 40 |    |    |     |     |     |     |     |     |     |     |     |
| Männer          |    |    | 8. | 9. | 10. | 11. | 12. | 13. | 14. | 15. | 16. | 17. | 18. |
| Windsurfen RS:X | 36 | 36 |    |    |     |     |     |     |     |     |     |     |     |
| Laser           | 46 | 46 |    |    |     |     |     |     |     |     |     |     |     |
| 470er           | 26 | 52 |    |    |     |     |     |     |     |     |     |     |     |
| Finn Dinghy     | 23 | 23 |    |    |     |     |     |     |     |     |     |     |     |
| 49er            | 20 | 40 |    |    |     |     |     |     |     |     |     |     |     |
| Gemischt        |    |    | 8. | 9. | 10. | 11. | 12. | 13. | 14. | 15. | 16. | 17. | 18. |
| Nacra 17        | 16 | 32 |    |    |     |     |     |     |     |     |     |     |     |

|  | Qualifikationsregatta |  | Medaillenregatta |

## Bilanz

### Medaillenspiegel
| Platz  | Land               | G  | S  | B  | Gesamt |
| ------ | ------------------ | -- | -- | -- | ------ |
| 01     | Großbritannien     | 2  | 1  | –  | 3      |
| 02     | Niederlande        | 2  | –  | –  | 2      |
| 03     | Australien         | 1  | 3  | –  | 4      |
| 04     | Neuseeland         | 1  | 2  | 1  | 4      |
| 05     | Kroatien           | 1  | 1  | –  | 2      |
| 06     | Frankreich         | 1  | –  | 2  | 3      |
| 07     | Argentinien        | 1  | –  | –  | 1      |
| 07     | Brasilien          | 1  | –  | –  | 1      |
| 09     | China              | –  | 1  | –  | 1      |
| 09     | Irland             | –  | 1  | –  | 1      |
| 09     | Slowenien          | –  | 1  | –  | 1      |
| 12     | Dänemark           | –  | –  | 2  | 2      |
| 13     | Deutschland        | –  | –  | 1  | 1      |
| 13     | Griechenland       | –  | –  | 1  | 1      |
| 13     | Österreich         | –  | –  | 1  | 1      |
| 13     | Russland           | –  | –  | 1  | 1      |
| 13     | Vereinigte Staaten | –  | –  | 1  | 1      |
| Gesamt | Gesamt             | 10 | 10 | 10 | 30     |

### Medaillengewinner

#### Männer
| Disziplin   | Gold                                | Silber                                   | Bronze                                         |
| ----------- | ----------------------------------- | ---------------------------------------- | ---------------------------------------------- |
| Windsurfen  | Dorian van Rijsselberghe            | Nick Dempsey                             | Pierre Le Coq                                  |
| Laser       | Tom Burton                          | Tonči Stipanović                         | Sam Meech                                      |
| 470er       | Kroatien Šime Fantela Igor Marenić  | Australien Mathew Belcher William Ryan   | Griechenland Panagiotis Mantis Pavlos Kagialis |
| Finn Dinghy | Giles Scott                         | Vasilij Žbogar                           | Caleb Paine                                    |
| 49er        | Neuseeland Peter Burling Blair Tuke | Australien Nathan Outteridge Iain Jensen | Deutschland Erik Heil Thomas Plößel            |

#### Frauen
| Disziplin    | Gold                                     | Silber                              | Bronze                                       |
| ------------ | ---------------------------------------- | ----------------------------------- | -------------------------------------------- |
| Windsurfen   | Charline Picon                           | Chen Peina                          | Stefanija Jelfutina                          |
| Laser Radial | Marit Bouwmeester                        | Annalise Murphy                     | Anne-Marie Rindom                            |
| 470er        | Großbritannien Hannah Mills Saskia Clark | Neuseeland Jo Aleh Olivia Powrie    | Frankreich Camille Lecointre Hélène Defrance |
| 49erFX       | Brasilien Martine Grael Kahena Kunze     | Neuseeland Alex Maloney Molly Meech | Dänemark Jena Hansen Katja Salskov-Iversen   |

#### Mixed
| Disziplin | Gold                                               | Silber                                    | Bronze                              |
| --------- | -------------------------------------------------- | ----------------------------------------- | ----------------------------------- |
| Nacra 17  | Argentinien Santiago Lange Cecilia Carranza Saroli | Australien Jason Waterhouse Lisa Darmanin | Österreich Thomas Zajac Tanja Frank |

## Ergebnisse

### Männer

#### Windsurfen RS:X
| Platz | Land | Sportler                 | Punkte |
| ----- | ---- | ------------------------ | ------ |
| 01    | NED  | Dorian van Rijsselberghe | 25     |
| 02    | GBR  | Nick Dempsey             | 52     |
| 03    | FRA  | Pierre Le Coq            | 86     |
| 04    | POL  | Piotr Myszka             | 88     |
| 05    | GRE  | Byron Kokkalanis         | 96     |
| 06    | GER  | Toni Wilhelm             | 100    |
| 07    | BRA  | Ricardo Santos           | 118    |
| 08    | HKG  | Chun Leung Michael Cheng | 126    |
| 09    | ESP  | Iván Pastor              | 127    |
| 10    | ITA  | Mattia Camboni           | 137    |

Medal Race: 14. August 2016
Für Deutschland startete Toni Wilhelm und für die Schweiz Mateo Sanz Lanz. Für Österreich war kein Teilnehmer an Start.
Toni Wilhelm erreichte im Endklassement, mit 100 Punkten, den sechsten Platz.
Mateo Sanz Lanz erreichte im Endklassement, mit 136 Punkten, den 14. Platz.

#### Laser
| Platz | Land | Sportler                 | Punkte |
| ----- | ---- | ------------------------ | ------ |
| 01    | AUS  | Tom Burton               | 73     |
| 02    | CRO  | Tonči Stipanović         | 75     |
| 03    | NZL  | Sam Meech                | 85     |
| 04    | BRA  | Robert Scheidt           | 89     |
| 05    | FRA  | Jean-Baptiste Bernaz     | 90     |
| 06    | GBR  | Nick Thompson            | 103    |
| 07    | CYP  | Pavlos Kontides          | 104    |
| 08    | GUA  | Juan Ignacio Maegli      | 117    |
| 09    | NED  | Rutger van Schaardenburg | 118    |
| 10    | ARG  | Julio Alsogaray          | 129    |

Medal Race: 15. August 2016

#### 470er
| Platz | Land | Sportler                             | Punkte       |
| ----- | ---- | ------------------------------------ | ------------ |
| 01    | CRO  | Šime Fantela Igor Marenić            | 43           |
| 02    | AUS  | Mathew Belcher William Ryan          | 58 - MR: 9.  |
| 03    | GRE  | Panagiotis Mantis Pavlos Kagialis    | 58 - MR: 10. |
| 04    | USA  | Stuart McNay David Hughes            | 71           |
| 05    | GBR  | Luke Patience Chris Grube            | 75           |
| 06    | SWE  | Anton Dahlberg Fredrik Bergström     | 79           |
| 07    | FRA  | Sofian Bouvet Jérémie Mion           | 87           |
| 08    | AUT  | Matthias Schmid Florian Reichstädter | 87           |
| 09    | SUI  | Yannick Brauchli Romuald Hausser     | 94           |
| 10    | NZL  | Paul Snow-Hansen Daniel Willcox      | 104          |

Medal Race: 17. August 2016
Australien gewann auf Grund der besseren Platzierung im Medal Race die Silbermedaille vor der punktgleichen Paarung aus Griechenland.

#### Finn Dinghy
| Platz | Land | Sportler              | Punkte |
| ----- | ---- | --------------------- | ------ |
| 01    | GBR  | Giles Scott           | 36     |
| 02    | SLO  | Vasilij Žbogar        | 68     |
| 03    | USA  | Caleb Paine           | 76     |
| 04    | BRA  | Jorge Zarif           | 87     |
| 05    | CRO  | Ivan Kljaković Gašpić | 89     |
| 06    | SWE  | Max Salminen          | 90     |
| 07    | NZL  | Josh Junior           | 92     |
| 08    | AUS  | Jake Lilley           | 97     |
| 09    | ARG  | Facundo Olezza        | 101    |
| 10    | NED  | Pieter-Jan Postma     | 105    |

Medal Race: 16. August 2016

#### 49er
| Platz | Land | Sportler                            | Punkte |
| ----- | ---- | ----------------------------------- | ------ |
| 01    | NZL  | Peter Burling Blair Tuke            | 35     |
| 02    | AUS  | Nathan Outteridge Iain Jensen       | 78     |
| 03    | GER  | Erik Heil Thomas Plößel             | 83     |
| 04    | DEN  | Jonas Warrer Christian Peter Lübeck | 98     |
| 05    | FRA  | Julien d’Ortoli Noé Delpech         | 100    |
| 06    | GBR  | Dylan Fletcher Alain Sign           | 100    |
| 07    | ARG  | Yago Lange Klaus Lange              | 111    |
| 08    | POL  | Łukasz Przybytek Pawel Kolodzinski  | 118,6  |
| 09    | ESP  | Diego Botín Iago López              | 120    |
| 10    | IRL  | Ryan Seaton Matt McGovern           | 121    |

Medal Race: 18. August 2016
Das österreichische Duo Nico Delle Karth / Nikolaus Resch wurde mit 116 Punkten 12. Die Schweizer Sébastien Schneiter / Lucien Cujean erreichten mit 120 Punkten Rang 13.

### Frauen

#### Windsurfen RS:X
| Platz | Land | Sportlerin          | Punkte |
| ----- | ---- | ------------------- | ------ |
| 01    | FRA  | Charline Picon      | 64     |
| 02    | CHN  | Chen Peina          | 66     |
| 03    | RUS  | Stefanija Jelfutina | 69     |
| 04    | NED  | Lilian de Geus      | 70     |
| 05    | ESP  | Marina Alabau       | 71     |
| 06    | ITA  | Flavia Tartaglini   | 71     |
| 07    | ISR  | Maayan Davidovich   | 78     |
| 08    | BRA  | Patrícia Freitas    | 80     |
| 09    | GBR  | Bryony Shaw         | 83     |
| 10    | FIN  | Tuuli Petäjä        | 99     |

Medal Race: 14. August 2016
Für Deutschland, Österreich und die Schweiz waren keine Teilnehmerinnen am Start.

#### Laser Radial
| Platz | Land | Sportlerin        | Punkte |
| ----- | ---- | ----------------- | ------ |
| 01    | NED  | Marit Bouwmeester | 61     |
| 02    | IRL  | Annalise Murphy   | 67     |
| 03    | DEN  | Anne-Marie Rindom | 71     |
| 04    | BEL  | Evi Van Acker     | 78     |
| 05    | FIN  | Tuula Tenkanen    | 86,6   |
| 06    | SWE  | Josefin Olsson    | 90     |
| 07    | LTU  | Gintarė Scheidt   | 90     |
| 08    | GBR  | Alison Young      | 93     |
| 09    | AUS  | Ashley Stoddart   | 107    |
| 10    | USA  | Paige Railey      | 131    |

Medal Race: 15. August 2016

#### 470er
| Platz | Land | Sportlerinnen                            | Punkte |
| ----- | ---- | ---------------------------------------- | ------ |
| 01    | GBR  | Hannah Mills Saskia Clark                | 44     |
| 02    | NZL  | Jo Aleh Olivia Powrie                    | 54     |
| 03    | FRA  | Camille Lecointre Hélène Defrance        | 62     |
| 04    | NED  | Afrodite Kyranakou Anneloes van Veen     | 63     |
| 05    | JPN  | Ai Kondō Yoshida Miho Yoshioka           | 66     |
| 06    | SLO  | Tina Mrak Veronika Macarol               | 67     |
| 07    | USA  | Annie Haeger Briana Provancha            | 69     |
| 08    | BRA  | Fernanda Oliveira Ana Luiza Barbachan    | 76     |
| 09    | AUT  | Lara Vadlau Jolanta Ogar                 | 92     |
| 10    | POL  | Agnieszka Skrzypulec Irmina Gliszczyńska | 106    |

Medal Race: 17. August 2016

#### 49erFX
| Platz | Land | Sportlerinnen                     | Punkte |
| ----- | ---- | --------------------------------- | ------ |
| 01    | BRA  | Martine Grael Kahena Kunze        | 48     |
| 02    | NZL  | Alex Maloney Molly Meech          | 51     |
| 03    | DEN  | Jena Hansen Katja Salskov-Iversen | 54     |
| 04    | ESP  | Támara Echegoyen Berta Betanzos   | 60     |
| 05    | ITA  | Giulia Conti Francesca Clapcich   | 82     |
| 06    | FRA  | Sarah Steyaert Aude Compan        | 85     |
| 07    | NED  | Annemiek Bekkering Annette Duetz  | 97     |
| 08    | GBR  | Charlotte Dobson Sophie Ainsworth | 101    |
| 09    | GER  | Victoria Jurczok Anika Lorenz     | 110    |
| 10    | USA  | Paris Henken Helena Scutt         | 112    |

Medal Race: 18. August 2016

### Mixed

#### Nacra 17
| Platz | Land | Sportler                               | Punkte      |
| ----- | ---- | -------------------------------------- | ----------- |
| 01    | ARG  | Santiago Lange Cecilia Carranza Saroli | 77          |
| 02    | AUS  | Jason Waterhouse Lisa Darmanin         | 78 - MR: 2. |
| 03    | AUT  | Thomas Zajac Tanja Frank               | 78 - MR: 3. |
| 04    | NZL  | Jason Saunders Gemma Jones             | 81          |
| 05    | ITA  | Vittorio Bissaro Silvia Sicouri        | 84          |
| 06    | FRA  | Billy Besson Marie Riou                | 93          |
| 07    | SUI  | Matias Bühler Natalie Brugger          | 100         |
| 08    | USA  | Bora Gulari Louisa Chafee              | 106         |
| 09    | GBR  | Ben Saxton Nicola Groves               | 109         |
| 10    | BRA  | Samuel Albrecht Isabel Swan            | 117         |

Medal Race: 16. August 2016
In der Bootsklasse Nacra 17 gewann Australien auf Grund der besseren Platzierung im Medal Race die Silbermedaille vor der punktgleichen Paarung aus Österreich.